# Roncesvallespasset
Roncesvallespasset (baskisk: Ibañeta; fransk: Col de Roncevaux) er et bjergpas i den selvstyrende provins Navarra. Passet ligger i 1.057 moh. på vej N 134 ca. 1 km nord for landsbyen Roncesvalles. Det er et af de lavestbeliggende pas i den vestlige del af Pyrenæerne, og det har været brugt som overgangssted mellem Sydfrankrig (i dag: departementet Pyrénées-Atlantiques) og Nordspanien (Navarra). Passet var gennem århundreder den vigtigste overgang for pilgrimme på vej mod Santiago de Compostela, men baskiske røvere gjorde det usikkert at færdes dér, og man forlagde ruten til Somportpasset, indtil vejen atter blev sikret i det 11. århundrede.

## Historie
Passet blev brugt af sveberne, vandalerne, visigoterne og alanerne, da de rykkede ind i Nordspanien. Det blev også brugt af de muslimske styrker, der invaderede Frankerriget i 732.
I året 778 blev der udkæmpet en kamp mellem Karl den Stores invasionshær i det mauriske Spanien og nogle irregulære, baskiske styrker i dette pas. En arrièregarde under ledelse af markgrev Roland (Hruotland) af Bretagne opholdt baskerne, mens hovedstyrken trak sig nordpå ned gennem den snævre dal og ind i det daværende Aquitanien. Kampen blev senere husket som et slag mellem maurerne og loyale franske vasaller, og det blev besunget i Rolandskvadet, hvor Holger Danske spiller en vigtig rolle som mønstereksempel på den trofaste ven. Regionen har været en vigtig transportvej i tidlig middelalder med et knudepunkt ved Augustinerklosteret fra 1132.

## Passet i dag
I dag er passet markeret med et kapel (San Salvador) og en mindesten. Stedet passeres stadig af pilgrimme på Jakobvejen fra Frankrig, og en lille høj bag kapellet bliver prydet af minder i form af små, hjemmelavede kors.

## Galleri
- Klosteret i Roncesvalles
- Klosteret i Roncesvalles
- Helligåndskapellet i Roncesvalles
- Meleriet: La Fleur des Histoires des Jean de Mansel, Scene: Slaget i Roncesvalles